# تاكيشي كاتو (لاعب جمباز فني)
تاكيشي كاتو (باليابانية: 加藤武司 ) (و. 1942 – 1982 م) هو لاعب جمباز فني ياباني، ولد في آيتشي، شارك في الألعاب الأولمبية الصيفية 1968، وGymnastics at the 1968 Summer Olympics – Men's floor ‏، توفي عن عمر يناهز 40 عاماً.

## التعليم
تعلم في جامعة واسيدا.

## روابط خارجية
- تاكيشي كاتو على موقع أوليمبيديا (الإنجليزية)